# سیارک ۹۲۱۱
سیارک ۹۲۱۱ (به انگلیسی: 9211 Neese، نامگذاری:1995SB27) نه هزار و دویست و یازدهمین سیارک کشف شده‌است که در ۱۹ سپتامبر ۱۹۹۵ کشف شد.
قدر مطلق سیارک برابر ۱۴٫۸۰ است.